# Prvenstvo Hrvatske u hokeju na travi 2009./10.
Prvenstvo Hrvatske u hokeju na travi u sezoni 2009./2010.

## Sudionici
Sudionici su:
- Marathon
- Mladost
- Zelina
- Jedinstvo
- Zrinjevac
- Trešnjevka
- Mladost 2 i
- Concordia

## Natjecateljski sustav
Igra se liga-sustav. Za pobjedu se dobiva 3 boda, za neriješeno 1 bod, za poraz 0 bodova.

## Konačna ljestvica
```
Mj.  Klub      Ut Pb  N Pz  golovi  RP Bod
1. Mladost     14 13  1  0  96: 9   +87  41
2. Jedinstvo   14 11  2  1  77:27   +50  35
3. Marathon    14  7  3  4  60:35   +25  24
4. Zrinjevac   14  7  1  6  39:49   -10  22
5. Concordia   14  6  1  7  28:53   -25  19
6. Zelina      14  4  0 10  24:58   -34  12
7. Trešnjevka  14  2  0 12  15:58   -43   6
8. Mladost 2   14  2  0 12  11:61   -50   6
```

Hrvatski prvak za sezonu 2009./2010. je zagrebačka Mladost.